# Nangra carcharhinoides
Nangra carcharhinoides és una espècie de peix de la família dels sisòrids i de l'ordre dels siluriformes.

## Morfologia
- Els mascles poden assolir 9,2 cm de longitud total.
- Nombre de vèrtebres: 35-37.[4][5]

## Hàbitat
És un peix d'aigua dolça i de clima subtropical.

## Distribució geogràfica
Es troba a Àsia: riu Ganges a prop de Patna (l'Índia).